# لایتنینگ (رابط)
لایتنینگ (انگلیسی: Lightning) یک گذرگاه رایانه‌ای و رابط برق اختصاصی است که توسط شرکت اپل طراحی و ساخته‌شده و در ۱۲ سپتامبر ۲۰۱۲ جهت جایگزینی با نمونهٔ پیشین خود، رابط داک ۳۰-پین معرفی شده‌است. رابط لایتنینگ برای اتصال دستگاه‌های قابل حمل اپل مانند آیفون‌ها، آی‌پدها و آی‌پادها به رایانه‌های میزبان، نمایشگرهای اکسترنال، دوربین‌ها، شارژرهای باتری با درگاه یواس‌بی و لوازم جانبی دیگر به‌کار می‌رود. رابط لایتنینگ که به‌جای ۳۰ پین، از ۸ پین بهره‌مند است، نسخهٔ جمع و جورتر رابط قدیمی‌تر ۳۰-پین است که با دستگاه‌هایی نظیر آیفون ۴ و آی‌پد ۲ سازگار بود. کابل لایتنینگ را می‌توان به هر طرف وارد ورودی مادگی دستگاه کرد. با این حال این رابط بدون استفاده از یک مبدل، با کابل‌ها و لوازم جانبی طراحی‌شده برای مدل‌های پیشین ناسازگار خواهد بود.

## تاریخچه
رابط لایتنینگ در ۱۲ سپتامبر ۲۰۱۲ به‌عنوان یک ارتقا برای رابط داک ۳۰-پین معرفی شد. این رابط خیلی زود در همهٔ سخت‌افزارها و دستگاه‌های جدیدی که قرار بود در همان رویداد رونمایی شوند، تعبیه شد. آیفون ۵، آی‌پاد تاچ (نسل پنجم) و آی‌پاد نانو (نسل هفتم) نخستین دستگاه‌های سازگار با رابط لایتنینگ بودند. آی‌پد (نسل چهارم) و آی‌پد مینی (نسل اول) نیز بعداً و در اکتبر ۲۰۱۲ به جمع دستگاه‌های سازگار با رابط لایتنینگ اضافه شدند.
شرکت اپل در ۲۵ نوامبر ۲۰۱۲ نشانی تجاری «لایتنینگ» در اروپا را از هارلی-دیویدسن خریداری کرد. نشان تجاری لایتنینگ در قالب توافق انتقال جزئی به اپل واگذار شد که در آن ذکر شده‌بود که هارلی-دیویدسن می‌تواند حق استفاده از این نام برای محصولات وابسته به موتورسیکلت تصاحب کند.
آی‌پد پرو که در سال ۲۰۱۵ عرضه شد، به نخستین رابط لایتنینگی مجهز بود که از میزبان‌های یواس‌بی ۳٫۰ پشتیبانی می‌کرد.
شرکت اپل در ۳۰ اکتبر ۲۰۱۸ اعلام کرد که سری جدید دستگاه‌های آی‌پد پروی این شرکت به‌جای درگاه لایتنینگ از یواس‌بی سی استفاده خواهند کرد.

## فناوری

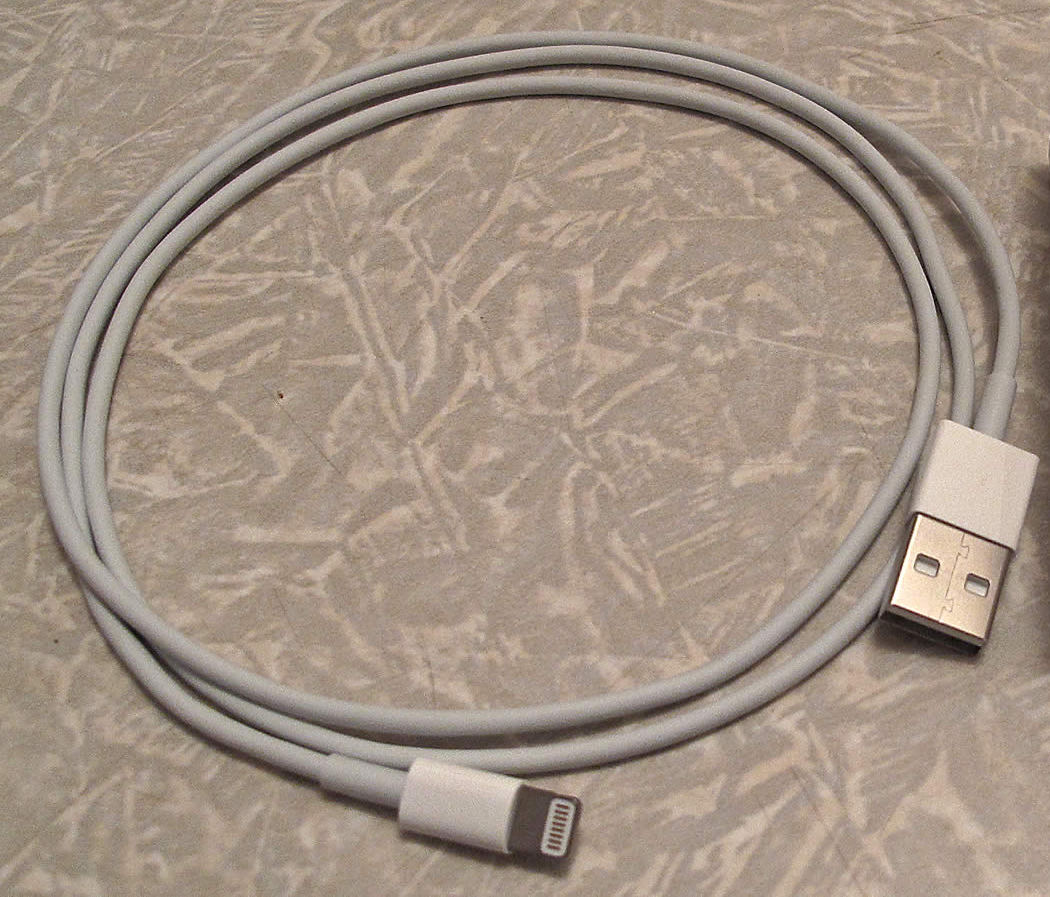
کابل لایتنینگ به یواس‌بی اپل (MD818)

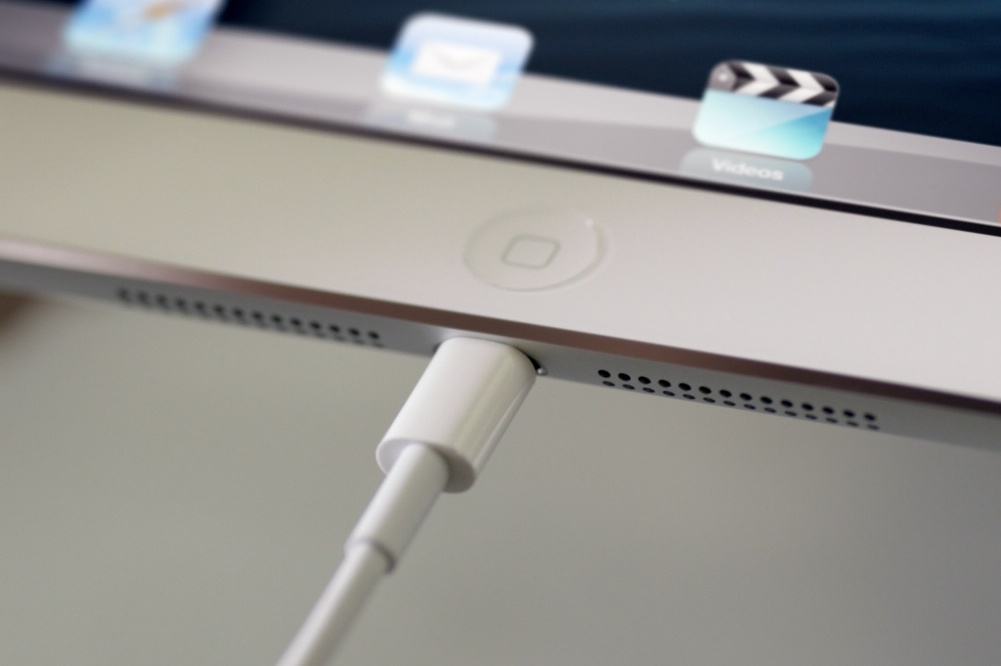
کابل لایتنینگ متصل‌شده به آی‌پد مینی

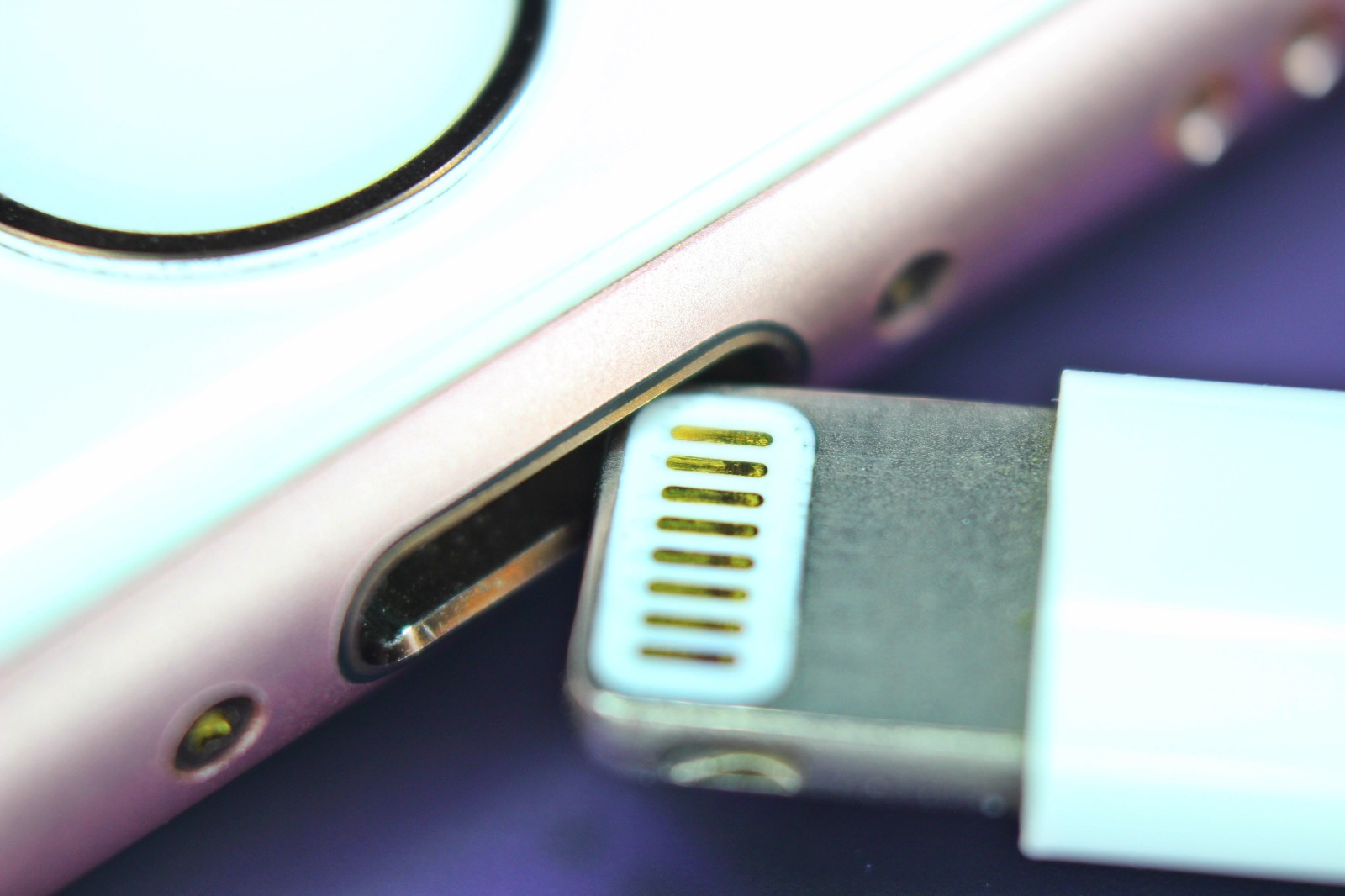
کابل لایتنینگ و آیفون ۶اس

لایتنینگ یک رابط ۸-پین است که سیگنال‌های دیجیتال را انتقال می‌کند. این رابط، برخلاف رابط ۳۰-پین اپل (و رابط‌های یواس‌بی نوع ای و بی) که رابط لایتنینگ جایگزین آن شده‌است، می‌تواند از هر طرف رو به بالا یا رو به پایین وارد درگاه اتصال دستگاه شود. هر پین موجود در سمت مخالف رابط مستقیماً به پین مشابه خود در سمت دیگر رابط متصل است. یکی از وظایف پردازنده این است که در هر دو حالت اتصال رابط لایتنینگ به ورودی دستگاه، سیگنال‌های داده و برق را به‌طور صحیح هدایت کند.
اپل مبدل‌های مختلفی را ارائه کرده‌است که امکان استفاده از رابط لایتنینگ با رابط‌های دیگر مانند ۳۰-پین، یواس‌بی، اچ‌دی‌ام‌آی، وی‌جی‌ای و کارت‌های اس‌دی را فراهم می‌کنند. مبدل لایتنینگ به رابط ۳۰-پین تنها از مجموعهٔ محدودی از سیگنال‌های در دسترس از طریق رابط ۳۰-پین پشتیبانی می‌کند: انتقال داده با یواس‌بی، شارژ باتری با یواس‌بی و خروجی صوتی آنالوگ (از طریق مبدل دیجیتال به آنالوگ موجود در درون مبدل).
رابط‌های رسمی و تأییدشدهٔ لایتنینگ دربردارندهٔ یک تراشهٔ احراز هویت هستند که برای افزایش دشواری در ساخت لوازم جانبی سازگار توسط تولیدکنندگان ثالث بدون دریافت تأییدیهٔ شرکت اپل در نظر گرفته شده‌اند. اگرچه این رویهٔ احراز هویت امروزه شکسته شده‌است.

## مقایسه با میکرویواس‌بی
اپل تاکنون در مورد میکرویواس‌بی اظهار نظر نکرده‌است، اما وبگاه‌های مختلف فعال در زمینهٔ اخبار فناوری اشاره کرده‌اند که استفاده از رابط لایتنینگ توسط اپل به‌جای میکرویواس‌بی می‌تواند به‌دلیل سازگاری آن با داک‌ها و سیستم‌های پخش صوت، قابلیت اتصال کابل از هر دو طرف برای راحتی بیشتر کاربر، علاقهٔ شرکت اپل به حفظ نظارتش بر زنجیرهٔ تأمین لوازم جانبی و فراهم آوردن امکان دریافت وجه برای صدور مجوز تولید لوازم جانبی، و ضعف‌های مکانیکی رابط‌های یواس‌بی باشد.

## دستگاه‌های استفاده‌کننده از رابط لایتنینگ

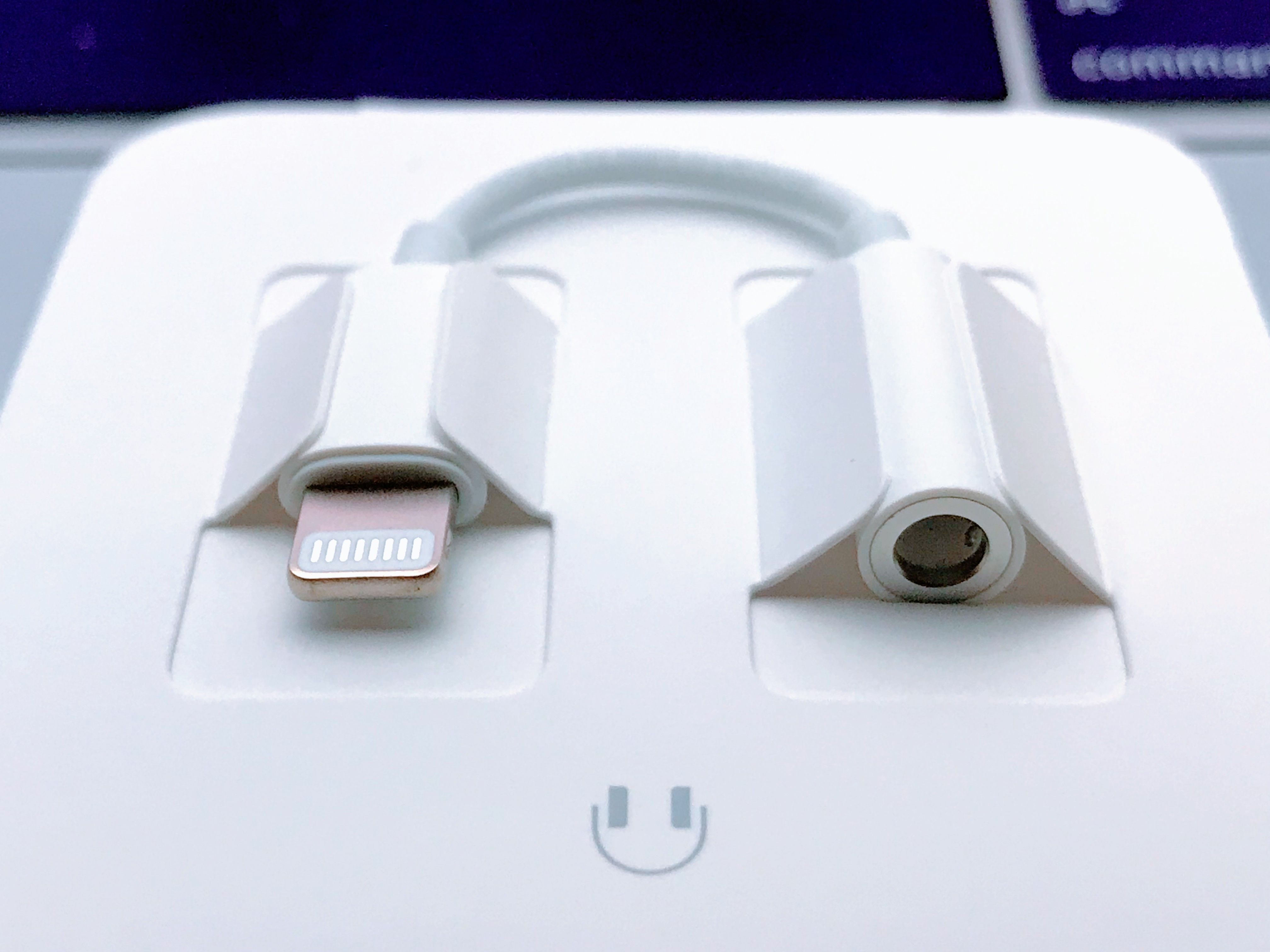
مبدل لایتنینگ به جک هدفون ۳٫۵ میلیمتری (دانگل)

دستگاه‌های زیر، که همگی ساخت شرکت اپل هستند، از رابط‌های لایتنینگ استفاده می‌کنند:

### آیفون
- آیفون ۵
- آیفون ۵سی
- آیفون ۵اس
- آیفون ۶/۶ پلاس
- آیفون ۶اس/۶اس پلاس
- آیفون اس‌ای (نسل اول)
- آیفون ۷/۷ پلاس
- آیفون ۸/۸ پلاس
- آیفون ده (ایکس)
- آیفون اکس‌اس/اکس‌اس مکس
- آیفون اکس‌آر
- آیفون ۱۱
- آیفون ۱۱ پرو/۱۱ پرو مکس
- آیفون اس‌ای (نسل دوم)
- آیفون ۱۲/۱۲ مینی
- آیفون ۱۲ پرو/۱۲ پرو مکس
- آیفون ۱۳ مینی / آیفون ۱۳
- آیفون ۱۳ پرو / آیفون ۱۳ پرومکس
- آیفون ۱۴ / آیفون ۱۴ پلاس
- آیفون ۱۴ پرو / آیفون ۱۴ پرومکس

### آی‌پد
- آی‌پد (نسل چهارم)
- آی‌پد ایر
- آی‌پد ایر ۲
- آی‌پد ایر (نسل سوم)
- آی‌پد (نسل پنجم)
- آی‌پد (نسل ششم)
- آی‌پد (نسل هفتم)
- آی‌پد مینی (نسل اول)
- آی‌پد مینی ۲
- آی‌پد مینی ۳
- آی‌پد ۴
- آی‌پد (نسل پنجم)
- آی‌پد پرو (مدل‌های ۹٫۷ اینچ، ۱۰٫۵ اینچ و ۱۲٫۹ اینچ، به‌جز مدل‌های نسل سوم و چهارم، که از یواس‌بی-سی استفاده می‌کنند)

### آی‌پاد
- آی‌پاد نانو (نسل هفتم)
- آی‌پاد تاچ (نسل پنجم)
- آی‌پاد تاچ (نسل ششم)
- آی‌پاد تاچ (نسل هفتم)

### مبدل‌ها
- مبدل لایتنینگ به ۳۰-پین
- مبدل لایتنینگ به ۳۰-پین (۰٫۲ متر)
- مبدل لایتنینگ به میکرویواس‌بی
- مبدل لایتنینگ به دوربین یواس‌بی
- مبدل لایتنینگ به دوربین یواس‌بی ۳
- مبدل لایتنینگ به کارت‌خوان دوربین اس‌دی
- مبدل لایتنینگ به وی‌جی‌ای
- مبدل لایتنینگ دیجیتال ای‌پی
- مبدل لایتنینگ به اچ‌دی‌ام‌آی
- مبدل لایتنینگ به جک هدفون ۳٫۵ میلیمتری[۱۵]
- مبدل لایتنینگ به یواس‌بی (انتقال برق)
- مبدل لایتنینگ به یواس‌بی نوع سی (انتقال برق)[۱۶]

### لوازم جانبی
- اپل پنسل (نسل اول)
- مجیک کیبورد
- مجیک موس ۲، مجیک ترک‌پد ۲
- داک شارژ مغناطیسی اپل واچ
- سیری ریموت برای اپل تی‌پی (نسل‌های چهارم و پنجم)
- کیف‌های شارژ ایرپادز و ایرپادز پرو
- ایربادز با رابط لایتنینگ
- ایرفون‌های بیتس‌ایکس
- کیف شارژ پوربیتس پرو
- بلندگوی بیتس پیل+
- داک لایتنینگ آیفون
- هدفون‌های بیتس سولو پرو